# Tarlina simipes
Tarlina simipes is een spinnensoort uit de familie Gradungulidae. De soort komt voor in Queensland.